# 써머 레이

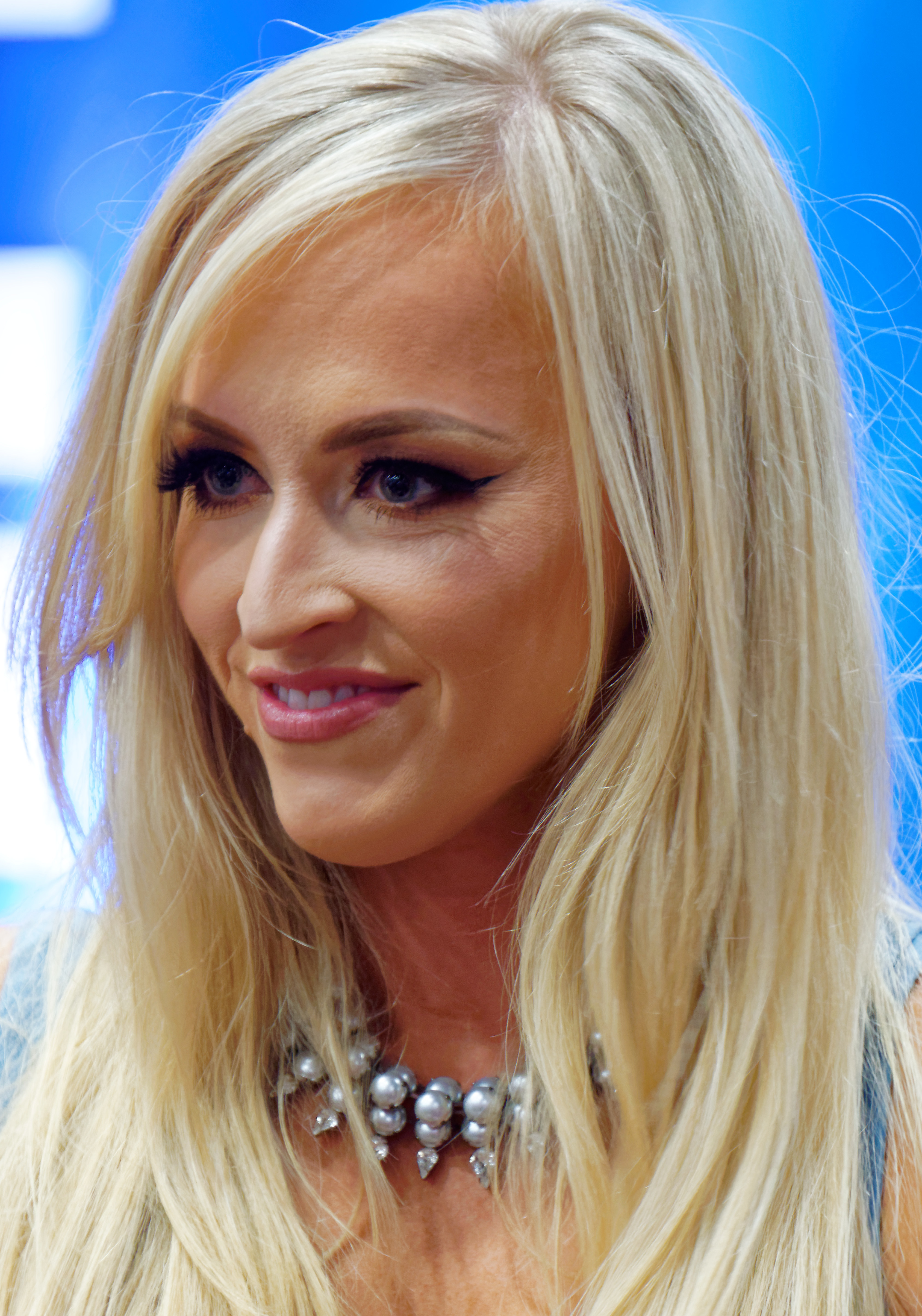
써머 레이 (2019년)

써머 레이(Summer Rae)는 미국의 여자 프로레슬링선수, 모델, 배우로, 본명은 다니엘 루이즈 모이네트(Danielle Louise Moinet, 1983년 11월 28일 ~ )이다. 키는 5 ft 10 in (178 cm) tall 몸무게는 57kg 125lb 으로 마른 체격이고 피니쉬 무브는 써머 크러쉬 (인버티드 레그 드롭 불독)와 써머 타임 (스피닝 라운드하우스 킥)을 사용한다.

## 같이 보기
- 디바 (프로레슬링)